# Женщины в Византии
Женщины в Византии играли важную роль, однако многие детали их жизни являются предметом дискуссий. Многочисленные источники (хроники, юридические тексты, агиографическая литература) рисуют картину патриархального общества Византии, в котором женщины не имели самостоятельного значения и находились в заточении в гинекее. Долгое время внимание историков привлекали только выдающиеся византийские женщины, в основном императрицы, особенно супруга императора Юстиниана I Феодора, оказавшая значительное влияние на события первой половины VI века.
Научное изучение правового и экономического положения женщин в Византии началось во второй половине XIX века и интенсивно продолжается в настоящее время. Предметом изучения являются как женщины вообще, так и связанные с ними вопросы семейного и имущественного права. Скудость сохранившихся источников приводит к разнообразным оценкам места женщин в византийском обществе. С развитием гендерных исследований в 1970-х годах существует тенденция к пересмотру ранних взглядов, согласно которым эта роль не была значительной.

## Историография